# Parallelia latizona
Parallelia latizona är en fjärilsart som beskrevs av Butler 1874. Parallelia latizona ingår i släktet Parallelia och familjen nattflyn. Inga underarter finns listade i Catalogue of Life.